# Giuseppe Civati
Giuseppe Civati (n. 4 august 1975, Monza, Italia) este un politician italian.